# Osoyoos
Osoyoos es un pueblo canadiense situado en la provincia de Columbia Británica.

## Superficie
Osoyoos tiene una superficie de 8,41 km².

## Demografía
En 2021, tenía 5556 habitantes, una densidad poblacional de 660,7 hab./km², y 3279 viviendas.